# Na Cidade Vazia
Pour plus de détails, voir Fiche technique et Distribution.
Na Cidade Vazia est un film luso-angolais réalisé par Maria João Ganga, sorti en 2004.

## Fiche technique
- Titre : Na Cidade Vazia
- Réalisation : Maria João Ganga
- Scénario : Maria João Ganga
- Production : François Gonot et Pandora da Cunha Telles
- Musique : Né Gonçalves
- Photographie : Jacques Besse
- Montage : Pascale Chavance
- Pays d'origine : Angola, Portugal
- Format : Couleurs - 1,85:1 - Dolby - 35 mm
- Genre : Drame
- Durée : 90 minutes
- Dates de sortie : 29 janvier 2004 (festival de Rotterdam), 18 janvier 2006 (France)

## Distribution
- Júlia Botelho : Rosita
- Ana Bustorff : Nun
- Domingos Fernandes Fonseca : Zé
- Roldan João : N'dala
- Raúl Rosário : Joka

## Autour du film
- Second film réalisé en Angola depuis la fin de la guerre civile en 1991, il est le tout premier à être réalisé par une Angolaise.

## Récompenses
- Prix Graine de cinéphage, lors du Festival international du film de femmes de Créteil 2004.
- Prix spécial du jury et nomination au Grand prix, lors du Festival du film de Paris 2004.